# Buxus arborea
Buxus arborea là một loài thực vật thuộc họ Buxaceae. Đây là loài đặc hữu của Jamaica. Chúng hiện đang bị đe dọa vì mất nơi sống.